# William O'Malley
William O'Malley   (Buffalo, 18 d'agost de 1931 - Newton, 15 de juliol de 2023) fou un escriptor, actor i sacerdot catòlic jesuïta estatunidenc. Es graduà al Col·legi de la Santa Creu el 1953. Ha estat professor de teologia a l'Escola Preparatòria de Fordham al Bronx, professor associat de teologia a la Universitat de Fordham i especialista en temes de teodicea, moral cristiana i matrimoni. Va participar en el film L'exorcista on va tenir un paper de sacerdot.
En aplicació de la moral cristiana, l'agost de 2019, O'Malley va ser acusat d'haver agredit sexualment un estudiant diverses vegades mentre ensenyava a la ciutat de Rochester a l'estat de Nova York a la darreria dels anys vuitanta del segle xx.